# Sofutepesi, Ünye
Sofutepesi là một xã thuộc huyện Ünye, tỉnh Ordu, Thổ Nhĩ Kỳ. Dân số thời điểm năm 2010 là 307 người.